# Andy Cappelle
Andy Cappelle (Oostende, 30 d'abril de 1979) és un ciclista belga, professional des del 2001 al 2013.
En el seu palmarès destaca la victòria al Campionat nacional en ruta sub-23 del 1999 i del 2000; i la Polynormande de 2010.

## Palmarès
- 1999
  -  Campió de Bèlgica en ruta sub-23
- 2000
  -  Campió de Bèlgica en ruta sub-23
  - Vencedor d'una etapa del Tour de Lieja
- 2002
  - 1r al Gran Premi de la vila de Vilvoorde
- 2007
  - 1r al Tour de Bochum
  - Vencedor d'una etapa del Regio-Tour
- 2010
  - 1r a la Polynormande
  - Vencedor d'una etapa del Roine-Alps Isèra Tour